# Szkoła wywiadowczo-dywersyjna w Dalwitz
Szkoła wywiadowczo-dywersyjna w Dalwitz – niemiecki ośrodek wywiadowczy Abwehry pod koniec II wojny światowej
Została utworzona w Dalwitz w lipcu 1944 r., kiedy tysiące Białorusinów współpracujących z Niemcami uciekło na tereny Prus Wschodnich. Inicjatorami byli przywódcy Białoruskiej Partii Niepodległościowej (BNP), jak Dmitrij Kasmowicz, Michał Wituszka, Usiewaład Rodźka, czy Barys Rahulia, którzy nawiązali kontakt z Abwehrą. Przedstawili plan sformowania wywiadowczo-dywersyjnego oddziału wojskowego, którego członkowie mogliby być przerzucani na zajęte przez Sowietów ziemie białoruskie w celu prowadzenia dywersji i utworzenia ruchu partyzanckiego. Dla wyszkolenia członków oddziału, nazwanego Białoruskim Batalionem Desantowym "Dalwitz", powstał ośrodek ćwiczebny. Otrzymał kodowe oznaczenie Meldekopf "Waldbusch" i "3 Kohle-2". Szkoła podlegała Abwehrkommando-203. Ze strony niemieckiej kierowali nią mjr Gerullis (do listopada), a następnie por. Schröder (do grudnia 1944 r.). Werbunek kandydatów do szkolenia prowadzili przywódcy BNP spośród b. żołnierzy Białoruskiej Obrony Krajowej (BKO) i członków Związku Białoruskiej Młodzieży. W ciągu miesiąca batalion osiągnął liczebność ponad 200 ludzi. 28 sierpnia szkołę wizytował prezydent Białoruskiej Centralnej Rady Radosław Ostrowski. Szkolenie miało trwać od 4 do 6 miesięcy, ale wobec ofensywy Armii Czerwonej zostało skrócone. Kursanci uczyli się używania materiałów wybuchowych, pracy saperskiej, topografii, taktyki prowadzenia działań partyzanckich, używania różnych typów broni palnej, skoków ze spadochronem. Radiowcy odbyli dodatkowy kurs w okolicy Gdańska. We wrześniu 1944 r. szkołę przeniesiono do wsi Kuszerowa. Pod koniec listopada w rejonie Lidy i Baranowicz zostało zrzuconych pierwszych 30 Białorusinów. W lutym-marcu 1945 r. kursanci zostali przetransportowani w okolice Neubrandenburga. Część z nich oddano pod zwierzchnictwo Abwehrkommando-204. W kwietniu białoruscy kursanci trafili pod Trutnov. Pod koniec miesiąca podczas odwrotu trafili w zasadzkę czechosłowackich partyzantów. Po negocjacjach Białorusini zgodzili się oddać uzbrojenie, a w zamian zostali puszczeni wolno. W sytuacji bliskiego końca wojny U. Rodźka rozpuścił batalion. Część desantowców przedostała się na obszary zajmowane przez wojska alianckie. Inni przeszli do Polski, gdzie niektórzy zostali aresztowani. Części udało się dotrzeć na Białoruś.